# Губаз, Джансух Шатугович
Джансух (Джон) Шатугович Губаз (1936—2024)— советский и абхазский государственный и общественный деятель, председатель Сухумского горисполкома (1986—1992).
Родился в Сухуми в 1936 году. Сын Шатуга Абзаговича Губаза, репрессированного в 1937 году.
До 1963 года — на комсомольской работе, последняя должность — первый секретарь Сухумского горкома ВЛКСМ.
В 1963—1977 гг. председатель Комитета по физической культуре и спорту Абхазской АССР. В этот период спортсмены из Абхазии впервые стали Олимпийскими чемпионами, завоевав пять золотых медалей, чемпионами СССР и Европы по борьбе.
Председатель Сухумского горисполкома (1986—1992).
С 1992 года главный специалист спортивного совета СНГ. Далее работал в администрации президента Республики Абхазия. Затем до 12 ноября 2004 года председатель Городского собрания Сухуми.
Заслуженный работник физической культуры и спорта Республики Абхазия, почётный мастер спорта Абхазии по баскетболу.
Награждён орденом «Ахьдз-апша» II степени (2010) за многолетнюю и добросовестную деятельность в государственных органах РА.
Умер 1 августа 2024 года.
Жена — Ирма, врач, дочь Николая Николаевича Акиртавы. Дочери Марина и Татьяна.